# Henry Sweet
Henry Sweet, född 15 september 1845 i London, död 30 april 1912 i Oxford, var en engelsk språkforskare. 
Sweet grundlade sina vetenskapliga studier vid Oxfords universitet, blev bland annat filosofie hedersdoktor vid Heidelbergs och juris hedersdoktor vid Glasgows universitet samt (1907) ledamot av Vetenskapssocieteten i Uppsala, men fick i sitt hemland endast en docentur i fonetik och detta först 1901. Han var först och främst läroboksförfattare och verkade som sådan reformerande på flera av språkforskningens och språkundervisningens områden. 
Sin europeiska berömmelse grundlade Sweet genom arbeten i fonetik, i vilken han visserligen är en lärjunge av Alexander Melville Bell, vars "Visible Speech" han ivrigt förespråkade. Men själv har han uteslutande förtjänsten av att ha skaffat "den engelska skolan" erkännande av och inflytande på den allmänna europeiska (fonetiska) forskningen. Hit hör hans Handbook of Phonetics (1877), Sound Notation (1881), Primer of Phonetics (1890; tredje upplagan 1906), vidare Danish Pronunciation (1874), Russian Pronunciation (1879), The Elementary Sounds of English (1881), Primer of Spoken English (1890; fjärde upplagan 1906), The Sounds of English (1908) samt hans för den utländska undervisningen i engelska epokgörande Elementarbuch des gesprochenen Englisch (1885; tredje upplagan 1895). 
Även svenskan blev föremål för Sweets iakttagelser under ett uppehåll i Uppsala 1877–78, och i hans Sounds and Forms of Spoken Swedish (1879) har vi en viktig del av den nysvenska grammatiken för första gången framställd efter fullt tidsenliga vetenskapliga principer. Ungefär samtidigt hade Sweet genom den lilla uppsatsen Words, Logic and Grammar (1876) gjort ett viktigt inlägg i fråga om utredningen av de grundläggande grammatiska begreppen, men först genom arbetet A New English Grammar (I, 1892; II, 1898) utförde han närmare sina synpunkter rörande framställningen av ett levande språks grammatik. 
Vidare tillkommer Sweet förtjänsten att jämte Eduard Sievers, men delvis till tiden före denne, ha lagt grunden till ett i vetenskapligt avseende fullt tillfredsställande studium av anglosaxiskan. Banbrytande var här hans lilla uppsats Dialects and Prehistoric Forms of Old English (1876) och i viss mån även The Students Dictionary of Anglosaxon (1897), den enda pålitliga (ehuru mycket kortfattade) anglosaxiska ordbok, som dittills fanns. Ytterst viktiga är även hans textupplagor "King Alfred's West-Saxon Version of Gregory's Pastoral Care" (1871), "King Alfred's Orosius" (1883) och framför allt "Oldest English Texts" (1885). 
För nybörjare utgav Sweet flera mycket använda läroböcker såväl i anglosaxiska (Anglosaxon Reader, 1877; åttonde upplagan 1908; Anglosaxon Primer, åttonde upplagan 1896; First Steps in Anglosaxon, 1897; Old English Reading Primers, I, II; A Second Anglosaxon Reader) som i medelengelska (First Middle English Primer, 1884, andra upplagan 1891, och Second Middle English Primer, 1886). Alla engelska perioders ljudhistoria behandlade han i A History of English Sounds (1874, andra upplagan, fullständigt omarbetad och kraftigt utökad, 1888), och av sitt modersmåls hela historia gav han sammandrag för begynnare i A Short Historical English Grammar samt A Primer of Historical English Grammar. Bland hans många övriga (smärre) arbeten kan nämnas hans stenografiska handbok Manual of Current Shorthand (1892) och hans lilla, även i Sverige använda, men självständigt vetenskapligt värde saknande ledtråd i fornisländska: Icelandic Primer (1886; andra upplagan 1895). Efter hans död utgavs (1913) ett band Collected Papers.